# Ans Wortel
Anna Maria (Ans) Wortel (Alkmaar, 18 oktober 1929 - Hilvarenbeek, 4 december 1996) was een Nederlands beeldend kunstenares, dichteres en schrijfster. Zij maakte hoofdzakelijk gouaches en olieverfschilderijen, maar ook aquarellen, tekeningen, collages, lithografieën, etsen, beelden, glassculpturen en glasreliëfs. Zij was autodidact en kreeg in 1963 de eerste prijs van de Biënnale de la Jeunesse (in Parijs).

## Thematiek
Wortels werk is sterk autobiografisch. Haar ervaringen als meisje, vrouw, moeder en kunstenares vormden haar inspiratie. Veelvoorkomende thema's zijn liefde, geborgenheid, moeder-kindrelaties en kritiek op de groepsnorm.

## Schilderstijl en compositie
Tot eind jaren vijftig varieert haar werk sterk. Het vertoont kenmerken van en is geïnspireerd op werken van kunstenaars zo uiteenlopend als Katsushika Hokusai, Willem de Kooning, Paul Klee, Marc Chagall, Paul Gauguin, Max Ernst, Jackson Pollock, Pablo Picasso, Wifredo Lam en Karel Appel. Eind jaren vijftig mondt dit uit in een geheel eigen stijl die zij zelf weleens 'ikme' noemde (als tegenhanger van de destijds veel in de pers geopperde term 'Worteliaans' en omdat zij onverschillig stond tegenover de behoefte van 'kenners' aan het indelen van haar kunst).
Haar abstract figuratieve kunst (soms ook nieuwe figuratie genoemd) bevat veelal naakte vrouw-, man- en kindwezens die goed herkenbaar zijn, maar vervormd. De mensfiguren zijn bij elkaar, zoeken elkaar, omhelzen elkaar of stoten elkaar juist af. Handen, ogen en gelaat zijn belangrijke motieven in haar werk.
De figuren bestaan in niet nader gedefinieerde ruimten, die soms de vorm aannemen van een bijna surrealistisch landschap. De maan en de contouren van de aarde komen vaak terug in haar werk.
Het werk gaat meestal vergezeld van handgeschreven titels of teksten van poëtische aard.

## Exposities
Ans Wortel exposeerde in binnen- en buitenland bij musea en galerieën, waaronder:
- 1960 De Posthoorn, Den Haag.[4]
- 1960 Kunstzaal Vlieger, Amsterdam.
- 1962 International Aquarel Ausstellung, Stadt am Bodensee in Friedrichshafen, Duitsland. Groepstentoonstelling Liga Nieuw Beelden, Stedelijk Museum, Amsterdam.
- 1963 Stedelijk Museum, Amsterdam. Museum van Bommel van Dam, Venlo.
- 1964 Gemeentemuseum, Den Haag. Centre Cultural, São Paulo, Brazilië. Stedelijk Museum Het Prinsenhof, Delft.
- 1965 Stedelijk Museum, Amsterdam.
- 1966 Rotterdamse Kunstkring (RKK). Expositie Plasmolen in Mook. Deelname aan de tentoonstelling 'Bijbel en kunst van nu, tentoonstelling ter gelegenheid van het 150-jarig bestaan van het Nederlandsch Bijbelgenootschap',  Gemeentemuseum Arnhem (1965), Arnhem; Museum van Nieuwe Religieuze Kunst (1966), Utrecht; Haags Gemeentemuseum (1966), Den Haag).
- 1967 Smithsonian Institution, Washington DC, Verenigde Staten.
- 1968 Salon Européen de Femme, Nancy, Frankrijk. Salon Artistes Feminine, Parijs, Frankrijk. Stedelijk Museum, Amsterdam. Museum van Bommel van Dam, Venlo.
- 1969 Curaçao Museum, Willemstad, Curaçao. Stedelijk Museum, Amsterdam. Museum Waterland, Purmerend. Das Märkisches Museum van de stad Witten - Duisburger Szession, Duisburg, Duitsland. Galerie d'Eendt, Amsterdam. Museum Fodor, Amsterdam.
- 1970 De Vaart, Hilversum.
- 1971 Galerie In-Art, Amsterdam. Hengelose Kunstzaal, Hengelo. Stedelijk Museum, Amsterdam.
- 1972 Dwór Artusa (Artushof), Danzig (Gdańsk), Polen.
- 1973 Kunst en Glas - Glasindustrie Van Tetterode, Amsterdam. Stedelijk Museum, Amsterdam.
- 1974 Museum van Bommel van Dam, Venlo. De Latemse Galerie, Sint-Martens-Latem, België. Museum Oud Hospitaal, Aalst.
- 1975 Olympia International Art Centre, Kingston, Jamaica.
- 1976 Stedelijk Museum, Alkmaar. Festival beeldende kunst 1976 Vlaanderen/Nederland.
- 1977 Stedelijk Museum, Amsterdam (Nederlandse kring van tekenaars). Expositie 'Jaar van het kind' voor Unicef, Turnhout, België.
- 1980 Tempel gallery, Willemstad, Curaçao.
- 1986 Stadsmuseum Woerden.
- 1988 Café In the cradle, New York, Verenigde Staten.
- 1989 Galerie de Lelie, Antwerpen, België.
- 1994 Museum De Koperen Knop, Hardinxveld-Giessendam. Expositie Heuf, Aruba. Van Reekum Museum, Apeldoorn.

Postuum
- 2001 Museum en beeldentuin Nic Jonk, Grootschermer.
- 2013 Museum Jan van der Togt, Amstelveen.[5]
- 2018 Museum Kranenburgh, Bergen NH, tentoonstelling ter gelegenheid van het 25-jarig jubileum van het museum.
- 2023 Museum en beeldentuin Nic Jonk, Grootschermer.

Verder waren er exposities en bijdragen van Wortel bij uiteenlopende evenementen, zoals:
- 1969 Ontwerp van kostuums en decor voor 'Laat dat', uitgevoerd door het Scapino Ballet in de Stadsschouwburg in Amsterdam.[6]
- 1970 Simca show Alkmaar, Alkmaar.
- 1975 International Women's Year, First Women's International Art Exhibit. (Wortel vertegenwoordigde Nederland.)
- 1977 Institut Néerlandais, 20e année (ter gelegenheid van het 20-jarig jubileum van het instituut), Parijs, Frankrijk.
- 1983 Het Boekenbal in de Stadsschouwburg in Amsterdam.
- 1991 Cultureel festival Altea, Spanje.
- 1993 Galerie TNO. (Wortel maakte voor het gebouw van TNO in 1974 ook een groot glasplastiek van 3 x 8 meter.)[7]
- 1993 Nationale Vrouwendag in het gemeentehuis van Loon op Zand.
- 1994 Nationale Vrouwendag in de Technische Universiteit Delft.

## Literair werk
Ans Wortel heeft diverse dichtbundels geschreven waarin haar beeldende kunst en poëtische teksten samenkomen:
- Gedichtenbundel, zonder titel (1959, gedichten in typoscript, eigen uitgave)[3]
- Preken en prenten (1969, Tor, ISBN 90 70055 05 8)
- Voor ons de reizende vlezen rots... (1970, De Bezige Bij, ISBN 90 234 5114 7)
- Voor die ziet met mijn soort ogen, door wiens ogen ik kan zien (1970, gedichten in typoscript met foto's, eigen uitgave)[10]
- Wat ik vond en verloor (1972, Tor, ISBN 90 70055 14 7)
- Lessen aan die ik liefheb (1973, Tor, ISBN 90 70055 15 5)
- Ans Wortel: Gedichten 1959-1963 (1989, Ans Wortel, De Fontijn, ISBN 90 261 0334 4).

Omstreeks 1980 begon zij aan haar autobiografie, waarvan 5 delen in romanvorm zijn voltooid en gepubliceerd:
- Een mens van onze soort (1982, De Fontijn, ISBN 90 261 2121 0)
- In de bloei van 't leven, noemen ze dat (1983, De Fontijn, ISBN 90 261 2139 3)
- Noem mij maar Jon (1983, De Fontijn, ISBN 90 261 2157 1)
- Onderweg in Amsterdam (1984, De Fontijn, ISBN 90 261 0178 3)
- Nannetje... (1986, De Fontijn, ISBN 90 261 0250 X)

Een zesde en laatste deel van haar autobiografie met de werktitel Twintig jaar wachten op weggaan is nooit gepubliceerd.
Wortel leverde ook bijdragen aan diverse boeken en bloemlezingen:
- Een berg van licht (1971, Bert Schierbeek, Lucebert, Ans Wortel e.a., Holshuijssen - Stoeltie N.V.)
- De omslag van sprookjesboek De man die een hoofd groter was (1971, Sybren Polet, De Bezige Bij, ISBN 90 23403 83 5)
- De vrouw over de vrouw, gedichten bijeen gebracht door Inge Lievaart (1974, Inge Lievaart, Kok, ISBN 90 242 5274 1)
- Als die stad eens ommeviel... (1975, dichters over Amsterdam / Wim Ramaker, Stadsdrukkerij Amsterdam / NCRV Radio)
- Eigentijdse gedichten met grafiek van Nederlandse en Vlaamse kunstenaars (1968-1977, 3de map, Frits Haans, Pen en Burijn)
- Indien mijn onoplettendheid... Gedichten (1978, Fien Huth, Rosbeek)
- Dichters bij De Bezige Bij 1944 - 1984 - Bloemlezing (1984, Geertjan Lubberhuizen, De Bezige Bij, ISBN 90 234 4600 3)
- Nieuwe Nederlandse dichtkunst (1987, Sonja Prins, SoMa Breda, ISBN 90 70360 66 7)
- Ons poëtisch Nederland (1987, Ernst van Altena en Jan Veldhuizen, Vroom & Dreesmann, ter gelegenheid van de Boekenweek 1987)
- Ons poëtisch Dichtersland (1988, Ernst van Altena en Jan Veldhuizen, Vroom & Dreesmann, ter gelegenheid van de Boekenweek 1988)
- De omslag van een boek bij een kerstnummer van Dagblad voor Aruba Op een bed van wolken (René van Nie)
- Vrouwen dichten anders (2000, Cox Habbema, Uitgeverij Bert Bakker, ISBN 90 351 2097 3)